# Quincy-Voisins
Quincy-Voisins ist eine französische Gemeinde mit 5506 Einwohnern (Stand 1. Januar 2022) im Département Seine-et-Marne in der Region Île-de-France. Sie gehört zum Arrondissement Meaux und zum Kanton Serris. Die Einwohner werden Quincéen(ne)s genannt.

## Geographie
Durch Quincy-Voisins, das etwa 50 Kilometer östlich von Paris liegt, verläuft der Aqueduc de la Dhurs.
Die Autoroute A140 führt durch die Gemeinde.

### Nachbargemeinden
Umgeben ist Quincy-Voisins von den Gemeinden Mareuil-lès-Meaux im Norden, Boutigny im Nordosten und Osten, Bouleurs im Südosten, Couilly-Pont-aux-Dames im Süden sowie Condé-Sainte-Libiaire im Westen.

## Geschichte
Bis 1929 hieß der Ort Quincy-Ségy.

### Bevölkerungsentwicklung
| Jahr      | 1962 | 1968 | 1975 | 1982 | 1990 | 1999 | 2006 | 2017 |
| Einwohner | 1385 | 1462 | 2304 | 3167 | 3969 | 4561 | 4901 | 5435 |

## Gemeindepartnerschaften
Mit der britischen Gemeinde Braunston in der englischen Grafschaft Northamptonshire besteht eine Partnerschaft.

## Sehenswürdigkeiten
- Kirche St-Denis aus dem 15. Jahrhundert mit dem Portal aus dem 16./17. Jahrhundert
- Ruinen der Kirche von Ségy (Bombardement im Jahre 1944)
- Protestantische Kirche aus dem Jahr 1844
- Château aus dem 17. Jahrhundert mit Park

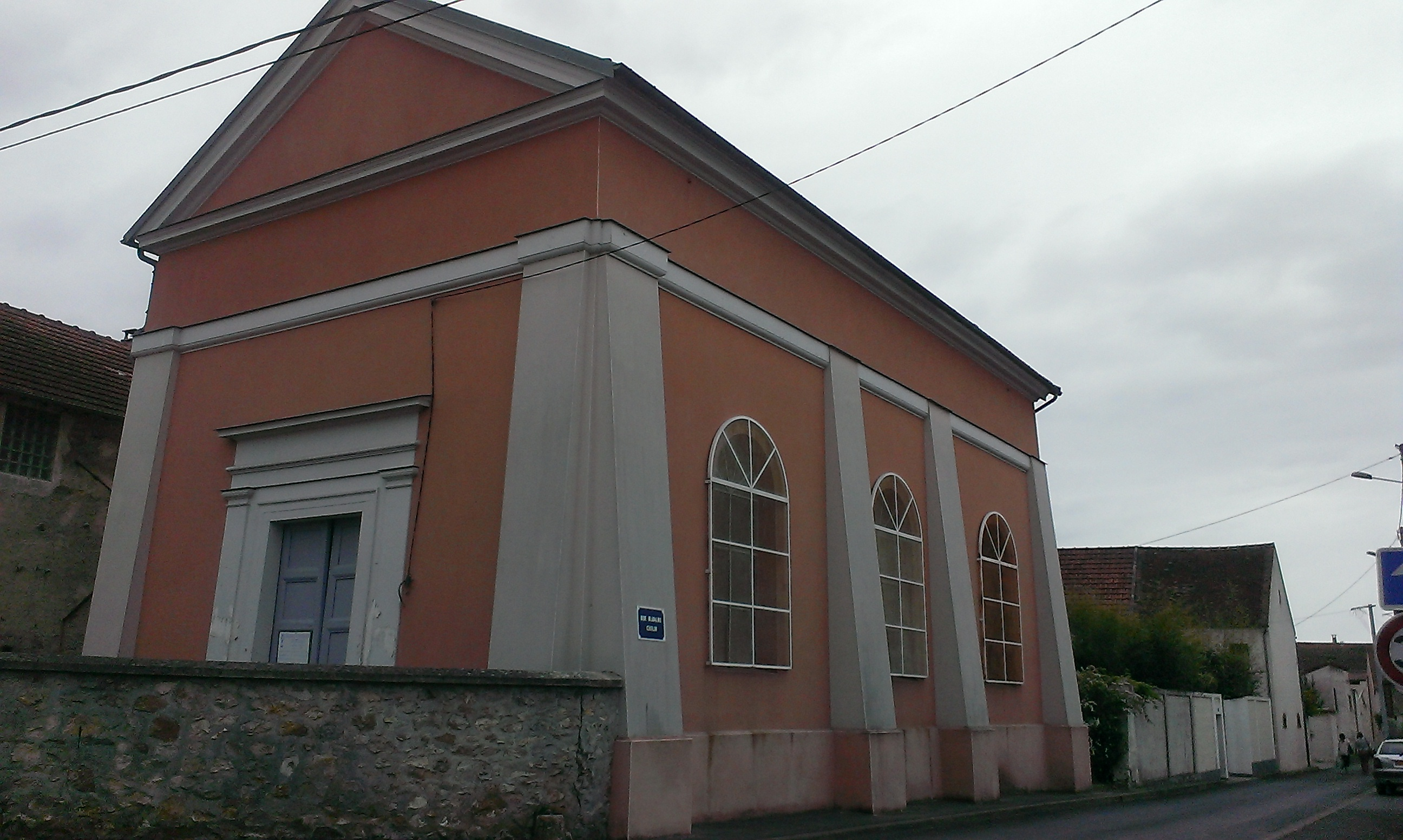
Protestantische Kirche
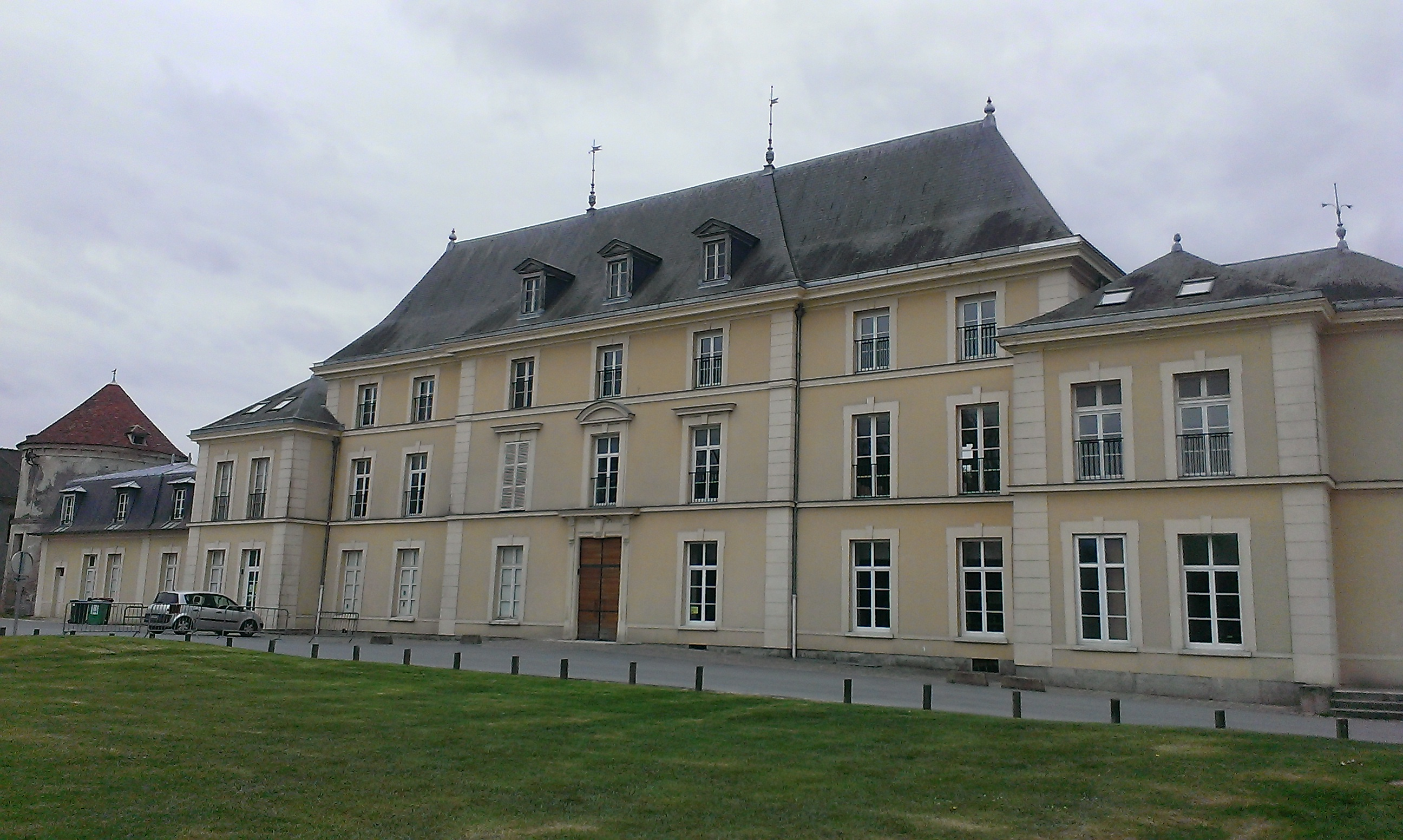
Château de Quincy-Voisins